# پارک ملی دز
پارک ملی دز یکی از پارک‌های ملی ایران است که در استان خوزستان و در محدوده شهرستان شوش واقع است. این منطقه از شمال به هفت تپه، از شرق به شوشتر، از غرب به حسین‌آباد شوش مرتبط است. منطقه حفاظت شده دز منطقه بزرگ‌تری است که با وسعت ۱۷۸۹۵ هکتار در چهار شهرستان شوش، شوشتر، دزفول و اهواز گسترده شده است. بخشی از این منطقه بزرگ، با وسعت ۵۳۰۱ هکتار (به‌طور عمده در محدوده شهرستان شوش) در سال ۱۳۸۹ به عنوان پارک ملی اعلام گردید. پارک ملی دز در ۲۰ کیلومتری شرق جاده ترانزیتی اهواز – شوش قرار گرفته است. پارک ملی دز توسط منطقه حفاظت شده دز از شمال و جنوب احاطه گردیده است.
وجود حیات وحش غنی در کنار چشم‌اندازهای زیبا نظیر رودخانه، تالاب، این منطقه را به یکی از چشم‌اندازهای مهم استان خوزستان به‌ویژه از لحاظ پرنده نگری تبدیل نموده. این جنگلها آخرین زیستگاه طبیعی گوزن زرد ایرانی بود. معبد چغازنبیل در نزدیکی منطقه، قدیمترین و بزرگ‌ترین بنای خشتی و آجری جهان است که از زمان ایلام میانه به یادگار مانده است.
منطقه حفاظت شده دز، پارک ملی دز را در برمیگیرد و در محدوده شهرستانهای شوش، شوشتر، اهواز و دزفول گسترده شده است. دو پاسگاه محیط بانی یکی در جاده شوشتر-هفت تپه (پل رانکین) و دیگری در میانرود دزفول قرار دارد.
با توجه به گستردگی منطقه حفاظت شده دز، این منطقه به‌طورمستقیم زیر نظر اداره کل محیط زیست خوزستان اداره می‌شود.

## حیات وحش
در گذشته زیستگاه جانورانی همچون شیر ایرانی نیز بوده است اما اکنون گونه‌های جانوری همچون گوزن زرد، کفتار، رودک عسل خوار، شغال، گرگ، گربه جنگلی، خفاش بال بلند، خارپشت، شنگ، روباه معمولی، مار و انواع پرندگان مهاجر و بومی از جانوران منطقه هستند.

## پوشش گیاهی
درختان و درختچه و گونه‌های بوته‌ای شامل جاز، لگجی، تمشک، استبرق و بیشتر از همه پده

## تعارضات مهم منطقه
با توجه به رشد جمعیت و توسعه سکونت گاه‌ها، فعالیت تولیدی و خدماتی و نیز به علت فرصت طلبی برخی از افرادمنطقه پارک ملی دز را همه ساله، در معرض تخریب و تصرفات غیرقانونی افراد سودجو و فرصت طلب قرار می‌دهد. ورود دام‌های بیش از ظرفیت چرا و به علت خشک سالی وقوع آتش‌سوزی‌ها در جنگل از عوامل تهدید این منطقه می‌باشد.